# If It Ain't Love
"If It Ain't Love" is een nummer van de Amerikaanse zanger Jason Derülo en kwam uit op 1 april 2016. Het nummer is geproduceerd door Ian Kirkpatrick en The Monsters and the Strangerz. Op 3 april 2016 promootte Derülo het nummer voor het eerst tijdens de derde editie van het iHeartRadio Music Awards. "If It Ain't Love" bevat enkele samples van het nummer "Groovejet (If This Ain't Love)" van Spiller en Sophie Ellis-Bextor.

## Videoclip
De bijhorende videoclip verscheen op 9 mei 2016 en is geregisseerd door Joe Labisi en Derülo.

## Hitnoteringen

### Nederlandse Top 40
| Hitnotering: 18-06-2016 t/m 09-07-2016 | Hitnotering: 18-06-2016 t/m 09-07-2016 | Hitnotering: 18-06-2016 t/m 09-07-2016 | Hitnotering: 18-06-2016 t/m 09-07-2016 | Hitnotering: 18-06-2016 t/m 09-07-2016 | Hitnotering: 18-06-2016 t/m 09-07-2016 |
| Week:                                  | 1                                      | 2                                      | 3                                      | 4                                      |                                        |
| -------------------------------------- | -------------------------------------- | -------------------------------------- | -------------------------------------- | -------------------------------------- | -------------------------------------- |
| Positie:                               | 37                                     | 35                                     | 33                                     | 40                                     | uit                                    |

### NederlandseSingle Top 100
| Hitnotering: 30-04-2016 t/m 06-08-2016 | Hitnotering: 30-04-2016 t/m 06-08-2016 | Hitnotering: 30-04-2016 t/m 06-08-2016 | Hitnotering: 30-04-2016 t/m 06-08-2016 | Hitnotering: 30-04-2016 t/m 06-08-2016 | Hitnotering: 30-04-2016 t/m 06-08-2016 | Hitnotering: 30-04-2016 t/m 06-08-2016 | Hitnotering: 30-04-2016 t/m 06-08-2016 | Hitnotering: 30-04-2016 t/m 06-08-2016 | Hitnotering: 30-04-2016 t/m 06-08-2016 | Hitnotering: 30-04-2016 t/m 06-08-2016 | Hitnotering: 30-04-2016 t/m 06-08-2016 | Hitnotering: 30-04-2016 t/m 06-08-2016 | Hitnotering: 30-04-2016 t/m 06-08-2016 | Hitnotering: 30-04-2016 t/m 06-08-2016 | Hitnotering: 30-04-2016 t/m 06-08-2016 | Hitnotering: 30-04-2016 t/m 06-08-2016 |
| Week:                                  | 1                                      | 2                                      | 3                                      | 4                                      | 5                                      | 6                                      | 7                                      | 8                                      | 9                                      | 10                                     | 11                                     | 12                                     | 13                                     | 14                                     | 15                                     |                                        |
| -------------------------------------- | -------------------------------------- | -------------------------------------- | -------------------------------------- | -------------------------------------- | -------------------------------------- | -------------------------------------- | -------------------------------------- | -------------------------------------- | -------------------------------------- | -------------------------------------- | -------------------------------------- | -------------------------------------- | -------------------------------------- | -------------------------------------- | -------------------------------------- | -------------------------------------- |
| Positie:                               | 83                                     | 83                                     | 85                                     | 62                                     | 64                                     | 60                                     | 55                                     | 43                                     | 46                                     | 46                                     | 37                                     | 42                                     | 62                                     | 83                                     | 100                                    | uit                                    |

### 3FM Mega Top 50
| Hitnotering: 02-07-2016 t/m 09-07-2016 | Hitnotering: 02-07-2016 t/m 09-07-2016 | Hitnotering: 02-07-2016 t/m 09-07-2016 | Hitnotering: 02-07-2016 t/m 09-07-2016 |
| Week:                                  | 1                                      | 2                                      |                                        |
| -------------------------------------- | -------------------------------------- | -------------------------------------- | -------------------------------------- |
| Positie:                               | 49                                     | 50                                     | uit                                    |